# Diaporthe nodosa
Diaporthe nodosa är en svampart som beskrevs av Fuckel 1870. Diaporthe nodosa ingår i släktet Diaporthe och familjen Diaporthaceae.   Inga underarter finns listade i Catalogue of Life.